# Operacja Alberyk
Operacja Alberyk (niem. Unternehmen Alberich) – operacja wojskowa przeprowadzona przez Niemców na froncie zachodnim podczas I wojny światowej, mająca na celu wycofanie się znacznych sił niemieckich z niebezpiecznego rejonu nad Sommą i Oise.

## Przyczyny operacji
Wywiad niemiecki dowiedział się o planowanej ofensywie wojsk francusko-brytyjskich na froncie zachodnim. W związku z tym 4 lutego 1917 został wydany rozkaz przeprowadzenia wycofania znacznych sił z rejonu nad rzekami Sommą i Oise. Operację nazwano od imienia Alberyk, karła z sagi o Nibelungach.

## Operacja

Zdjęcie lotnicze linii Hindenburga w Bullecourt, 1920

Pierwsze plany operacji powstały już w 1916 r. Pozycje niemieckie wysunięte na froncie między Soissons i Arras wystawione były na dogodnym do prowadzenia walki dla Francuzów i Brytyjczyków terenie. Z powodu groźby ofensywy oddziały niemieckie przeformowano w rejon linii Hindenburga pomiędzy Arras a Missy. Wojska niemieckie, wycofując się, paliły własne składy, niszczyły mosty, linie kolejowe i przesiedlały mieszkańców (taktyka spalonej ziemi). Pozostawiając zniszczenia, teren praktycznie został zamieniony w pustynie. Francuzi, zajmując te tereny, zmuszeni byli do okopywania się od nowa i budowania infrastruktury, by móc prowadzić wojnę.
W wyniku operacji Alberyk wojska niemieckie skróciły sobie front o 70 kilometrów, do którego wystarczyło 21 dywizji, a nie jak do tej pory 29. Pozostałe 8 dywizji przeznaczono na wzmocnienie odwodów.

## Skutki
Opinia publiczna w Niemczech operację przyjęła z dużym niezadowoleniem, uznając, że zamiast iść na Paryż wojska niemieckie się wycofują. Przeciwne nastroje panowały w państwach ententy. Operacja została doskonale zrozumiana przez generała Roberta Nivelle’a, który w związku z tym kilkukrotnie przekładał termin ofensywy. Operacja Alberyk była jedną z przyczyn niepowodzenia ofensywy Nivelle’a w związku ze skuteczną obroną nowych pozycji przez Niemców.